# Georg Leopold Gustav August von Hake
Georg Leopold Gustav  August Graf von Hake / auch Hacke (* 16. März 1776 in Berlin; † 29. Januar 1838 in Magdeburg) war ein preußischer Generalleutnant, Kommandant der Festung Magdeburg sowie Kommandierender General des IV. Armee-Korps. Ferner war er Erbherr auf Strecklin (Pommern), Kuhweide und Frauenhagen.

## Leben

### Herkunft
Er entstammt der Staßfurter Linie derer von Ha(c)ke. Seine Eltern waren Franz Wilhelm von Hake (1740–1789) und dessen Ehefrau Antoinette Juliane Charlotte, geborene von Lehwald (1748–1832). Sein Vater war preußischer Major im Regiment der Gardes du Corps und Erbherr auf Penkun. Sein Bruder Graf Bogislav August Heinrich (1772–1848) begründete die Linie der Grafen von Hacke (Haus Penkun). Sein Bruder Wilhelm Georg Werner (1785–1841) begründete die Linie der Grafen von Hacke auf Altranft. Alle drei Brüder waren Zöglinge auf der Ritterakademie Brandenburg. Der Berliner Stadtkommandant Hans Christoph Friedrich von Hacke war sein Großvater.

### Militärkarriere
Hake besuchte knapp vier Jahre, von April 1785 bis 1789, die Ritterakademie in Brandenburg an der Havel und trat am 6. März 1789 als Standartenjunker in das Regiment des Gardes du Corps der Preußischen Armee ein. Dort wurde er am 9. September 1791 Kornett und nahm 1794 am Feldzug in Polen teil. Er avancierte bis Anfang Oktober 1806 zum Rittmeister und Kompaniechef. Während des Vierten Koalitionskriegs kämpfte Hake bei Auerstedt, Golgau und Königsberg. Am 11. Januar 1807 wurde er zum Major befördert.
Am 4. Dezember 1811 wurde Hake zum Kommandeur des Brandenburgischen Kürassier-Regiments ernannt und am 7. November 1812 in den Johanniter-Orden aufgenommen. Während der Befreiungskriege kämpfte er in den Schlachten bei Großgörschen, Bautzen, Dresden, Kulm, Leipzig, Laon, Paris sowie den Gefechten bei Görlitz, Bunzlau, Haynau, Liebertwolkwitz, Champaubert, Gue-a-Creme, Merry, Neuilly, Qulchy-la-Chatei, Sezanne, und Claye. Für Großgörschen erhielt Hake das Eiserne Kreuz II. Klasse und für Leipzig das Kreuz I. Klasse. Am 5. Juni 1813 wurde er zum Oberstleutnant befördert und im September 1813 Führer der 2. Kavallerie-Brigade, die sich aus dem Schlesischen Kürassier-Regiment und dem Schlesischen Ulanen-Regiment formierte. Am 8. Dezember 1813 wurde er zum Oberst befördert und im Jahr darauf Brigadekommandeur der Reservekavallerie des Korps Roeder. Am 18. März 1815 kam er als Brigadechef der Reservekavallerie in das VI. Armee-Korps unter Oppen. Am 7. Mai 1815 wurde er dann Brigadekommandeur im VI. Armee-Korps und am 24. September 1815 kam er als Brigadekommandeur nach Magdeburg. Am 1. November 1815 wurde er zum Generalmajor befördert.
Vom 20. März 1820 bis zum 2. August 1824 war Hake Kommandeur der 7. Division. Anschließend beauftragte man ihn mit der Wahrnehmung der Geschäfte als Kommandant von Magdeburg. Im Jahr 1825 erhielt er das Dienstkreuz. Am 30. März 1827 wurde er Generalleutnant und am 4. September 1830 erfolgte seine Ernennung zum Kommandierenden General des IV. Armee-Korps. Am 30. März 1832 gab er das Kommando der 7. Division ab, blieb aber Kommandant von Magdeburg. Am 30. Juni 1832 erhielt Hake den Stern zum Roten Adlerorden II. Klasse mit Eichenlaub und wurde gleichzeitig von seiner Stellung als Führer des Generalkommandos entbunden.
In seiner Beurteilung aus dem Jahr 1810 heißt es: „Besitzt schöne wissenschaftliche und gesellschaftliche Bildung. Ist eifrig im Dienst und ein einsichtsvoller, brauchbarer Stabsoffizier, von moralischem Betragen“.

### Familie
Hake heiratete am 24. Dezember 1816 Henriette Elisabeth (genannt Lisinka) Johanna Ulrike Gräfin Tauentzien von Wittenberg (1785–1859), die Tochter des Generals Tauentzien von Wittenberg. Das Paar hatte folgende Kinder:
- Editha Alexandrine (1821–1889), Hofdame der Königinwitwe
- Virginia Elisabeth (* 1823), Hofdame
- Phiola Melitha (* 1825)
- Klara Julia Bianka Helmine
- Elisabeth Katharina Hildegard Maria Anna (* 1827)
- Florentine Eduard Alfred Arthur Maximilian (* 1829)
- Asta Veronika Cäcilia Marie (* 1831)
- Ottilie Luise Helena Veronika Hedwig (* 1833)

Die vom Vater ererbten Nebengüter wie, das westpommersche, Stecklin, Kuhweide und Frauenhagen verblieben nicht in Familienhand.